# Gnypeta groenlandica
Gnypeta groenlandica es una especie de escarabajo del género Gnypeta, tribu Oxypodini, familia Staphylinidae. Fue descrita científicamente por Lohse en 1989.
Se distribuye por Estados Unidos, Canadá y Groenlandia. La especie se mantiene activa durante los meses de enero y julio y la longitud del cuerpo es de aproximadamente 3,2-3,7 milímetros.